# 费东叛乱
费东叛乱（Fédon's rebellion），也称费东革命，是1795年3月2日至1796年6月19日在格林纳达发生的反对英国殖民统治的起义。有大量奴隶参与其中，但部分奴隶也在政府军参战。主要由讲法语的混血自由民领导，意图建立一个共和国，类似于邻国海地革命，在该岛内陆山区种植园主费东（Julien Fédon）的领导下和瓜德罗普岛法国革命领导人的鼓励下，叛军控制了格林纳达岛的大部分地区，但不包括首府圣乔治，最终被拉尔夫·阿伯克龙比（Ralph Abercromby）将军率领的军事远征队击败。